# Vedi (flod)
Vedi er en venstre biflod til Araks i Armenien. Floden har sit udspring på sydsiden af Geghambjergene i provinsen Ararat centralt i landet. Den løber først et stykke mod syd, før den vender mod sydvest resten af løbet. Vedi munder ud i Araks på Araratsletten. Ved floden ligger byen Vedi.